# Kleerluis
De kleerluis (Pediculus humanus humanus) is een parasitair insect, dat zich voedt met menselijk bloed dat met de zuigsnuit wordt opgezogen uit de lichaamshuid. De huidaandoening die door de beten wordt veroorzaakt heet in medisch jargon pediculosis corporis. 
De kleerluis is ongeveer even groot als de hoofdluis, zo'n 2,5 tot 3,5 millimeter, en lijkt er ook verder sterk op. De kleur is bruin. In een laboratorium kunnen de twee soorten kruisen. Onder normale omstandigheden kruisen ze niet, ze leven op verschillende delen van het menselijk lichaam. Kleerluizen hechten hun eitjes aan kleding, terwijl hoofdluizen hun eitjes aan haren hechten.

## Verspreiding
De kleerluis is goed aan mensen aangepast en voelt zich ook het prettigst bij de menselijke lichaamstemperatuur. De beet van een luis veroorzaakt meestal een klein jeukend bultje. Het vrouwtje kan tot veertig dagen oud worden en legt tot tien eieren per dag. Het duurt minimaal twee weken voordat een luis volwassen is. Ze kunnen tot vier dagen zonder voedsel overleven. Door menselijk lichamelijk contact of het gezamenlijk gebruik van kleding of lakens vindt verspreiding plaats.
Onder slechte hygiënische omstandigheden kan de luis vooral in de tropen ziektes zoals vlektyfus overdragen.

## Herkomst
Een onderzoek uit 2003 stelde dat de kleerluis zo'n 107.000 jaar geleden is ontstaan. Later onderzoek noemt een schatting van minimaal 83.000 en maximaal 170.000 jaar geleden. Deze onderzoeken vormen een indirecte indicatie voor het eerste gebruik van kleding door de mens.